# Инелец (Караш-Северин)
Инелец (рум. Ineleț) насеље је у Румунији у округу Караш-Северин у општини Корнерева. Oпштина се налази на надморској висини од 715 m.

## Становништво
Према подацима из 2002. године у насељу је живело 24 становника, од којих су сви румунске националности.